# Legionowo (gmina)
Legionowo (od 1952 miasto Legionowo) – dawna gmina wiejska istniejąca w latach 1930–1952 w woj. warszawskim. Siedzibą władz gminy była wieś Legionowo.
Gminę Legjonowo utworzono 19 maja 1930 roku w powiecie warszawskim w woj. warszawskim z części obszaru gminy Jabłonna (osada parcelacyjna o nazwie hipotecznej Jabłonna Legionowa, folwark Ludwisin, tereny państwowe przy szosie Jabłonna-Zegrze oraz poligon wojskowy i wieś Cegielnia). Po wojnie gmina zachowała przynależność administracyjną.
Jako gmina wiejska jednostka przestała istnieć z dniem 1 lipca 1952 roku po nadaniu jej praw miejskich i przekształceniu w gminę miejską, włączając do niej zniesione gromady Bukowiec i Łajski-Grudzie z gminy Jabłonna; jednocześnie nowe miasto Legionowo weszło w skład nowo utworzonego powiatu nowodworskiego.